# Mirjam Jessa
Mirjam Jessa (* 1962 in Kärnten) ist eine österreichische Journalistin und Moderatorin beim Radiosender Österreich 1.

## Leben
Mirjam Jessa wuchs in Salzburg auf. 1980 begann sie ein Studium der Theaterwissenschaften, Germanistik und Philosophie an der Universität Wien. Von 1981 bis 1984 besuchte sie die Hochschule für Musik und Darstellende Kunst Mozarteum in Salzburg, wo sie Schauspiel und Regie belegte und das Studium mit Diplom abschloss. Sie hatte Engagements am Stadttheater Luzern und am Staatstheater Braunschweig.
Als Freie Journalistin arbeitete Jessa für verschiedene Printmedien wie die Wochenzeitung Falter und die Tageszeitung Die Presse.
Seit 1990 ist Mirjam Jessa beim ORF-Radio tätig, vor allem beim Ö1 als Redakteurin, Gestalterin, Moderatorin und Produzentin in den Bereichen Musik, Kultur, Literatur, Theater, Wissenschaft und Bildung und Religion. 2001 und 2002 gestaltete sie auch Beiträge für  die Sendung Treffpunkt Kultur des ORF-Fernsehens. Im Ö1 moderiert sie die Sendereihe Spielräume – Musik aus allen Richtungen, zu deren Gründungsteam sie 1997 bereits gehörte, und seit 2004 die Klassikmusik-Sendereihe Ö1 bis zwei. Hinzu kam 2003 Spielräume spezial, in der sie Chansons und Populärmusik vorstellt.
Neben ihren Tätigkeiten für den ORF hatte Jessa von 1999 bis 2002 einen Lehrauftrag an der Akademie der Bildenden Künste Wien inne.
Von 2000 bis 2001 war sie Kuratorin für den Konzertzyklus Fremde Welten der Jeunesse Musicale, von 2002 bis 2004 für die Veranstaltungsreihe Neue Musik in neuen Räumen der Funder Industrie in Sankt Veit an der Glan.
Daneben tritt Mirjam Jessa mit Lesungen und als Sprecherin in Kultur- und Musikveranstaltungen auf.